# Parafia Miłosierdzia Bożego w Chrzanowie
Parafia Miłosierdzia Bożego – rzymskokatolicka parafia znajdująca się w Chrzanowie, na osiedlu Kąty. Parafia należy do archidiecezji krakowskiej i dekanatu Chrzanów.

## Historia
W latach osiemdziesiątych XX w., obok neogotyckiej kaplicy przy głównej drodze w kierunku Katowic, rozpoczęto budowę nowego kościoła z zespołem sal katechetycznych. Projekt świątyni, wzniesionej z cegły, z żelbetowym stropem, opracował zespół architektów: Jacenty Grelowski, Alicja Bębenek wraz z konstruktorem Aleksandrem Datoniem. Poświęcenia dokonał 27 listopada 1985 r. ówczesny metropolita krakowski kardynał Franciszek Macharski. Bryła świątyni przypomina namiot wsparty na wysokim betonowym filarze, który wystając ponad dach świątyni tworzy nowoczesną formę krzyża. W świątyni znajduje się obraz Pana Jezusa Miłosiernego – kopia z sanktuarium w Krakowie-Łagiewnikach. Do 2004 r. kościół służył jako kaplica filialna parafii św. Mikołaja w Chrzanowie.
W 2004 r. kard. Franciszek Macharski erygował parafię Miłosierdzia Bożego w Chrzanowie i powołał do tworzenia nowej wspólnoty parafialnej ks. Jana Żurowskiego. Parafianie wraz z księdzem proboszczem podjęli próbę rozbudowy niewielkiej świątyni. Nowy projekt zakłada powiększenie wnętrza o 1/3, a także powstanie przykościelnego parku z drogą krzyżową.
Na terenie parafii znajduje się dom i kaplica sióstr służebniczek Najświętszej Marii Panny Niepokalanie Poczętej.
W parafii działają następujące grupy: Róże różańcowe, Straż Honorowa Najświętszego Serca Pana Jezusa, chór „Vox animae”, oaza, służba liturgiczna ołtarza.